# Cao (kejsarinna)
Cao, född 1016, död 1080, var en kinesisk kejsarinna, gift med kejsar Song Renzong. Hon var Kinas regent under sin adoptivson kejsar Song Yingzongs sjukdom från 1063 till 1064.  
Cao var sondotter till general Cao Bin, en av Songdyanstins grundare. Hon bemöttes med stor respekt av makens Song Renzongs ministrar, och deltog i regeringsarbetet vid hans sida, särskilt då han var sjuk. Hon är känd för att år 1048 ha räddat kejsarens liv genom att slå ned ett uppror av palatsvakten, som började i hennes eget palats. När hennes adoptivson tillträdde som kejsare år 1063, var han svårt sjuk, och hon ombads därför att fungra som hans regent fram till hans tillfrisknande omkring ett år senare. Under sin adoptivsonson Shenzongs regeringstid, lyckades hon utverka att den konservativa diktaren Su Shis fängelsestraff omvandlades till förvisning. 